# Lubnów (gmina)
Lubnów (początkowo Łubniów) – dawna gmina wiejska istniejąca w latach 1945–1954 i 1973–1976 w woj. wrocławskim, a następnie wałbrzyskim (dzisiejsze woj. dolnośląskie). Siedzibą władz gminy był Lubnów.
Gmina Łubniów powstała po II wojnie światowej na terenie tzw. Ziem Odzyskanych (tzw. II okręg administracyjny – Dolny Śląsk). 28 czerwca 1946 gmina – jako jednostka administracyjna powiatu ząbkowickiego – weszła w skład nowo utworzonego woj. wrocławskiego. W 1946 roku liczyła 4628 mieszkańców.
Według stanu z 1 lipca 1952 gmina Lubnów składała się z 8 gromad: Chałupki, Głęboka, Lubnów, Mrokocin, Niedźwiedź, Pomianów Dolny, Pomianów Górny i Starczówek. Gmina została zniesiona 29 września 1954 wraz z reformą wprowadzającą gromady w miejsce gmin.
Jednostkę reaktywowano 1 stycznia 1973 w tymże powiecie i województwie. 1 czerwca 1975 gmina weszła w skład nowo utworzonego woj. wałbrzyskiego.
2 lipca 1976 gmina została zniesiona, a jej obszar włączony do gmin:
- Kamieniec Ząbkowicki (obszary sołectw: Chałupki, Doboszowice, Mrokocin i Pomianów Górny),
- Ziębice (obszary sołectw: Głęboka, Lubnów, Niedźwiedź i Pomianów Dolny).